# Павловск (Архангельская область)
Павловск — село в Вилегодском муниципальном округе Архангельской области.

## География
Находится в юго-восточной части Архангельской области, к западу от автодороги А123, а также при автодорогах 11К-142 и 11К-145, на расстоянии приблизительно 11 км на восток-юго-восток по прямой от административного центра района села Ильинско-Подомское.
Располагается на месте впадения реки Пыела в реку Виледь.

## История
Отмечалось в 1710 году. 
В 1816 году Павловская и погост Спаской отмечены на Подробной карте Российской Империи и близлежащих заграничных владений.
В 1859 году здесь (территория Сольвычегодского уезда Вологодской губернии) было учтено 3 двора на погосте Спасский и 9 дворов в деревне Павловская (Салтыково). До 2020 года было административным центром Павловского сельского поселения до его упразднения.

## Достопримечательности
Церковь Преображения Господня упоминалась здесь еще в 1755 году. А в 1838 году была построена двухэтажная каменная Спасо-Преображенская церковь. Ныне действует одноименная одноэтажная церковь, перестроенная из гаража, сделанного из бывшей церкви постройки XIX века.

## Население
Численность населения: 11 человек на погосте Спасский и 77 в деревне Павловская (Салтыково) (1859 год), 290 (русские 99 %) в 2002 году, 248 в 2010.